# Scheden

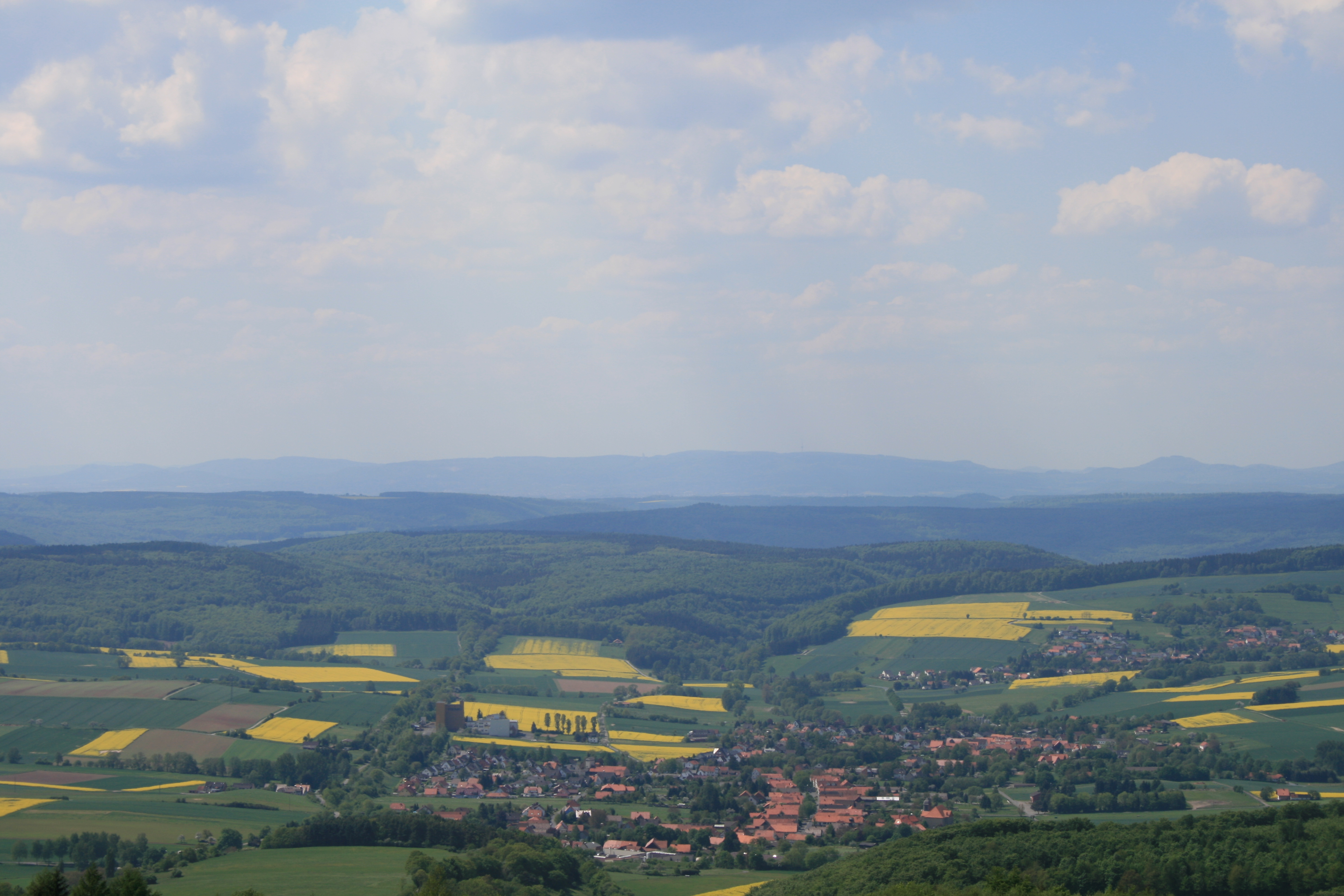
Blick vom Gaußturm nach Scheden

Scheden [ʃedn̩] ist eine Gemeinde im Landkreis Göttingen in Niedersachsen (Deutschland).
Die Gemeinde gehört der Samtgemeinde Dransfeld an, die ihren Verwaltungssitz in der Stadt Dransfeld hat. Der Ort Scheden entstand aus den Orten Nieder- und Oberscheden.

## Geographie

### Geographische Lage
Scheden liegt im Naturpark Münden am Südwestfuß des Hohen Hagens und wird vom östlichen Weser-Zufluss Schede durchflossen. Im Südostteil der Gemeinde befindet sich Meensen und das Quellgebiet des westlichen Leine-Zuflusses Dramme. Bei Meensen erhebt sich der Brackenberg, auf dem sich die Reste der Burgruine Brackenburg befinden.

### Gemeindegliederung
Die Gemeinde Scheden besteht aus den Ortsteilen Scheden, Dankelshausen und Meensen.

## Geschichte
Der Ort wurde erstmals in einer Schenkungsurkunde König Heinrichs III. an das Kloster Hilwartshausen aus dem Jahr 1046 urkundlich als villa, quae dicitur Schitvn erwähnt. Der älteste Teil der Siedlung lag im Bereich von Oberscheden und war ein Drubbel mit etwa neun Hofstellen, der wahrscheinlich erst im 14. Jahrhundert nach dem Wüstfallen mehrerer umgebender Dörfer deutlich erweitert wurde. Seit dem Anfang des 13. Jahrhunderts lautet die Namensform Sceden, Scheden oder Scheiden. Eine Unterscheidung von Oberscheden und Niederscheden ist seit dem 14. Jahrhundert überliefert: 1317 wird Nederen Scheden, 1322 Superiori Scheden schriftlich erwähnt, 1397 auch in der niederdeutschen Form Oueren Scheden.
Auf der Karte der Kurhannoverschen Landesaufnahme von 1785 sind für Niederscheden 79 Feuerstellen, für Oberscheden 85 Feuerstellen verzeichnet. Die Struktur eines rein agrarisch ausgerichteten Ortes änderte sich erst 1852 mit dem Bau der Eisenbahnstrecke von Göttingen nach Hann. Münden, eines Teils der Hannöverschen Südbahn, die die Ansiedlung von Industriebetrieben ermöglichte.

### Gemeinde Scheden
Am 1. Januar 1973 wurde die Gemeinde Scheden mit den Ortsteilen Dankelshausen, Meensen und Scheden gegründet.

## Politik

### Gemeinderat
Der Rat der Gemeinde Scheden besteht aus 11 Ratsfrauen und Ratsherren. Dies ist die festgelegte Anzahl für eine Gemeinde mit einer Einwohnerzahl zwischen 1001 und 2000 Einwohnern, die einer Samtgemeinde angehört. Die Ratsmitglieder werden durch eine Kommunalwahl für jeweils fünf Jahre gewählt.
Seit der Kommunalwahl 2021 setzt sich der Rat wie folgt zusammen:
| Gemeinderat 2021Insgesamt 11 Sitze - SPD: 2 - parteilos: 2 - FWG: 6 - CDU: 1 - FWG: Freie Wählergemeinschaft Scheden-Dankelshausen-Meensen - parteilos: Einzelkandidat Harald Ruchlak |

### Bürgermeister
Der ehrenamtliche Bürgermeister Karsten Beuermann (FWG) wurde im November 2021 gewählt. Seine Vorgängerin Ingrid Rüngeling war 25 Jahre im Amt und wurde 2019 mit den Bundesverdienstkreuz für ihre ehrenamtliche Tätigkeit ausgezeichnet.

### Wappen und Flagge

Wappen der Gemeinde Scheden
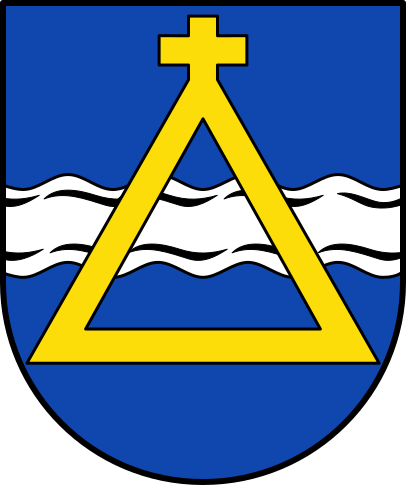
Wappen des Ortsteils Scheden
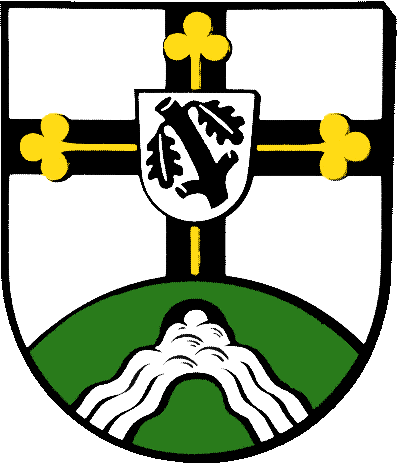
Wappen des Ortsteils Dankelshausen
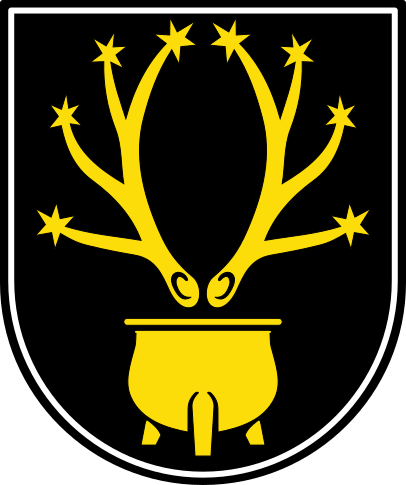
Wappen des Ortsteils Meensen
Hissflagge der Gemeinde

Blasonierung des Gemeindewappens: „Geviert mit blauem Herzschild, darin eine goldene (gelbe) Hausmarke in Form eines oben mit einem Kreuz besteckten, durchbrochenen Dreieck; 1 in Gold (Gelb) ein durchgehendes schwarzes Kreuz, belegt mit drei goldenen (gelben) Kleestengeln; 2 und 3 in Blau ein silberner (weißer) Schräglinkswellenbalken; 4 in Gold (Gelb) eine vierendige schwarze Geweihstange, deren Sprossen in sechsstrahligen Sternen enden.“
Das Wappen von Scheden wurde 1973 vom Regierungspräsidenten in Hildesheim genehmigt. Es zeigt Elemente aus den Wappen der Ortsteile. Das Kreuz ist dem Ortswappen von Dankelshausen entlehnt. Es hält die kirchliche Bedeutung des Ortes als Parochiezentrum fest, die Kleestängel versinnbildlichen die zur Parochie gehörenden Nachbargemeinden. Das Geweih, ein altes Cheruskerzeichen mit Sternenspitzen, ist ein seltenes Symbol in der Heraldik. Es stammt aus dem Siegel des Dietrich von Meensen von 1352. Der silberne Wellenbalken versinnbildlicht die Schede, ein Bach der den Ortsteil Scheden durchfließt; die blauen Bereiche stehen für die ehemaligen Ortsteile Ober- und Niederscheden, die sich 1964 unter dem Namen Scheden zusammengeschlossen haben. Der Herzschild ist an das alte Ortswappen von Scheden zu angelehnt. Die goldene Hausmarke stand einst im Siegel des Henning von Scheden, Schultheiß zu Münden.

## Kultur und Sehenswürdigkeiten
- In der Liste der Baudenkmale in Scheden sind für den Ortsteil Scheden 85 Baudenkmale aufgeführt.

### Kirche St. Markus

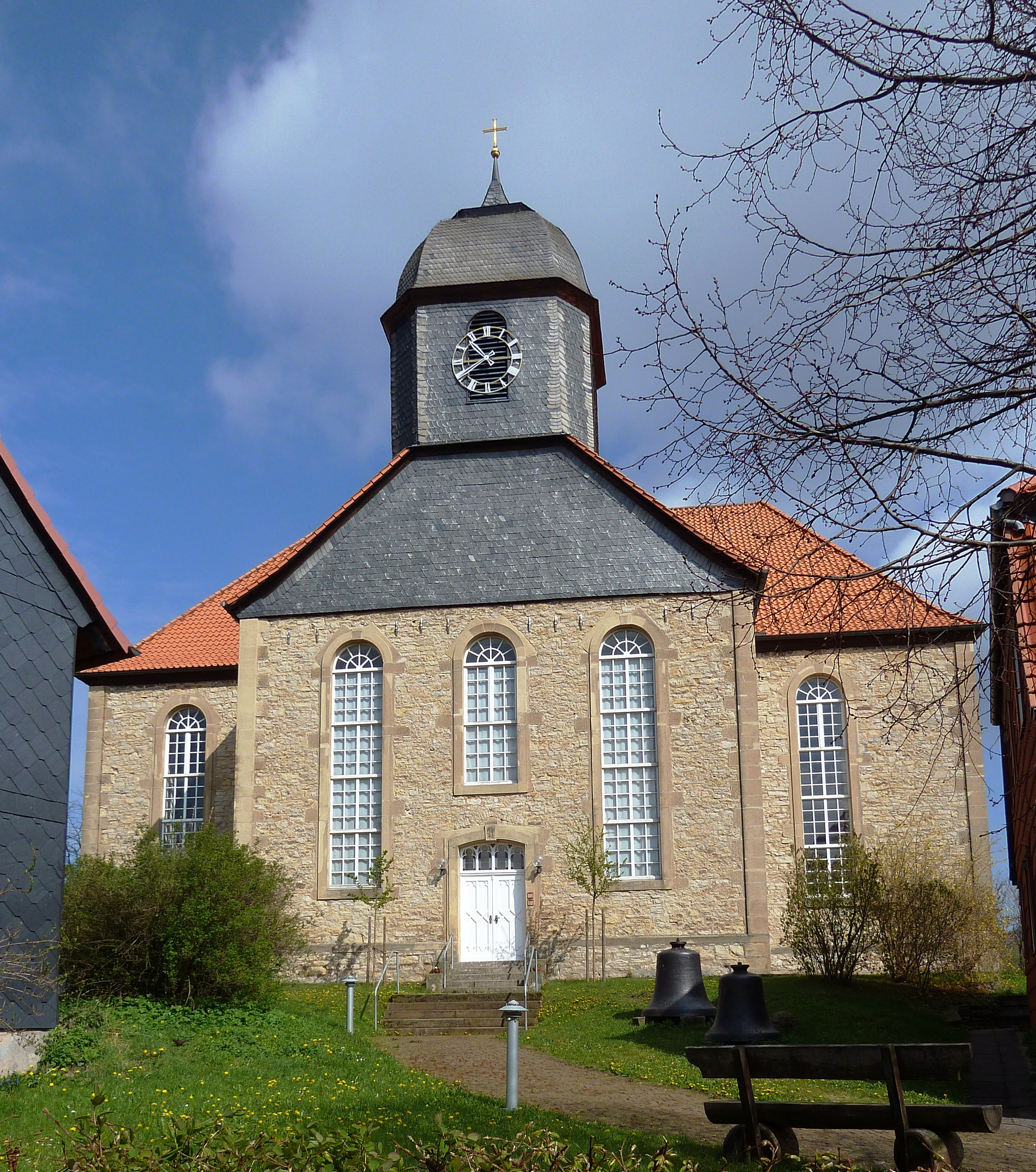
St. Markuskirche (2012)

Die evangelisch-lutherische St.-Markus-Kirche in Oberscheden wird auch als „Schedener Dom“ bezeichnet. Sie zählt zu den größten Dorfkirchen Südniedersachsens. Etwa 450 Besucher finden in der 1742–1747 erbauten spätbarocken Querkirche mit Nordausrichtung auf den Fundamenten eines Vorgängerbaus aus dem 16. Jahrhundert errichtet wurde. Aus dieser Zeit (1577) stammt auch der heute noch erhaltene Taufstein. 1860–1861 wurde der Innenraum nach Plänen von Friedrich Doeltz aus Göttingen derart umgestaltet, dass seine Ausrichtung nunmehr nach Osten weist. Die gleichzeitig entstandene neue Innenausstattung in neoromanischem Stil weist eine Scheinapsis mit dem Altar auf. Ihn schmücken neben dem Kruzifix und Figuren der Evangelisten zwei Halbreliefbilder. Sie zeigen die Anbetung Jesu durch die Heiligen Drei Könige und seine Taufe durch Johannes. Die an der linken Raumseite aufragende Kanzel ist mit Figuren der Verfasser der neutestamentlichen Episteln geziert.
Die Kirche wurde 1984–1989 grundlegend renoviert und erhielt zwei neue Bronzeglocken als Ersatz für die 1949 anstelle der während des Zweiten Weltkriegs entfernten Bronzeglocken eingebrachten Stahlglocken, die zur Erinnerung vor der Kirche aufgestellt wurden.
Die in ihren ursprünglichen Teilen aus dem Jahr 1829 stammende Orgel ist ein Werk von Johann Dietrich Kuhlmann aus Gottsbüren. Ursprünglich hatte sie 15 Register auf einem Manual und Pedal, wurde aber bereits 1860 durch Carl Giesecke verändert und 1937 von Paul Ott um ein Rückpositiv erweitert. 2011 wurde die Orgel mit Hilfe von Spenden von der Orgelbaufirma Krawinkel aus Trendelburg restauriert und erweitert. Sie besitzt seitdem 22 Register auf zwei Manualen und Pedal.
Disposition der neuen Orgel:
| I Hauptwerk CD–f3 |      |
| Bordun            | 16′  |
| Prinzipal         | 8′   |
| Hohlflöte         | 8′   |
| Fernflöte         | 8′   |
| Gedackt           | 8′   |
| Octave            | 4′   |
| Spitzflöte        | 4′   |
| Quinte            | 2/3′ |
| Octave            | 2′   |
| Mixtur III–IV     | 1/3′ |
| Trompete          | 8′   |

| II Rückpositiv C–f3 |      |
| Gedackt             | 8′   |
| Principal           | 4′   |
| Octave              | 2′   |
| Sesquialter II      | 2/3′ |
| Quinte              | 1/3′ |
| Krummhorn           | 8′   |

| Pedal C–c1 |     |
| Subbass    | 16′ |
| Octavbass  | 8′  |
| Violon     | 8′  |
| Octavbass  | 4′  |
| Posaune    | 16′ |

- Koppeln: II/I, I/P

Seit 2004 befindet sich in der St. Markuskirche die Dauerausstellung zum Gedächtnis an den 1697 in Oberscheden geborenen Flötenmeister und Hofkomponisten Johann Joachim Quantz. Sie ist von April bis Oktober sonntags von 15.00 Uhr bis 17.00 Uhr geöffnet. Zu diesen Zeiten ist auch der Kirchenraum außerhalb der Gottesdienste zugänglich.

### Wüstung

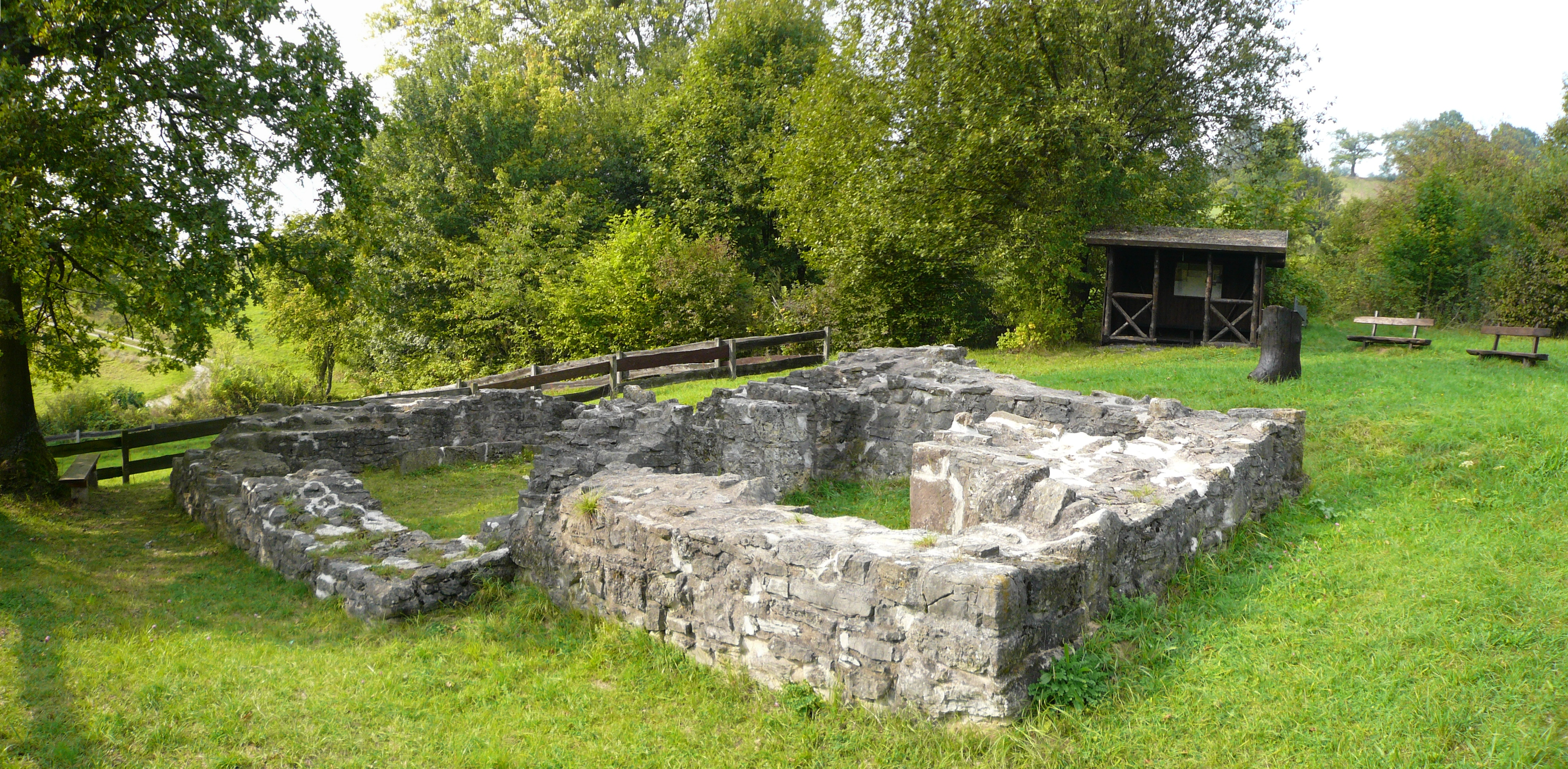
Kirchenruine der Wüstung Wetenborn

Rund 1,5 km östlich des Ortes liegt die Wüstung Wetenborn (51° 27′ 51″ N, 9° 45′ 31″ O). Von dem um die Wende des 14. zum 15. Jahrhundert aufgegebenen Dorf sind noch Mauerwerksreste einer als vorromanisch eingestuften Kirche erkennbar. Der geostete Bau war nur 10,80 × 7,00 Meter groß und besaß einen eingeschnürten rechteckigen Chorraum. In den 1970er Jahren wurde die Ruine entdeckt und die Reste freigelegt.

### Museen
- Quantz-Ausstellung in der St. Markuskirche.
- Mariannes Heimatmuseum, privates Museum, das Gegenstände von vor 100 Jahren zeigt

### Sport
Der Weser-Harz-Heide-Radfernweg sowie der Durchgangswanderweg Studentenpfad berühren den Ort.

## Infrastruktur und Wirtschaft

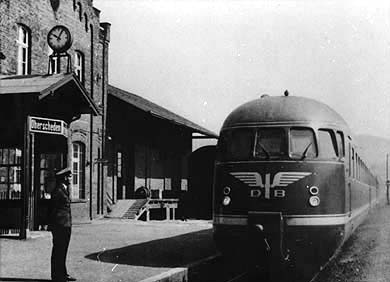
VT 08^{5} als Ft „Roland“ 1953 durchfährt Oberscheden

### Straßenverkehr
Die Ortschaft Scheden liegt östlich an der Bundesstraße 3, die von Hann. Münden nach Göttingen führt. Durch Scheden (Niederscheden, Oberscheden) führt direkt die Kreisstraße 205, die nach Meensen weiterführt. Der nächste Anschluss zur Autobahn A 7 ist Hann. Münden/Hedemünden in ca. 10 km Entfernung.

### Ehemalige Bahnstrecke
1856 wurde der Streckenabschnitt Göttingen–Kassel der südlich an Oberscheden vorbei führenden Hannöversche Südbahn eingeweiht. Der ehemalige Bahnhof Oberscheden wurde allerdings erst 1874, also 18 Jahre nach Eröffnung dieses Abschnitts, errichtet und lag weit außerhalb des bebauten Oberschedener Ortskerns. Es folgten Ladegleise der damaligen Zucker- und späteren Futtermittelfabrik Hemo, die bis 1995 der letzte Güterverlader auf dem noch verbliebenen Streckenabschnitt war. Am 9. Oktober 1995 wurde die gesamte Strecke stillgelegt und im Jahr 2000 von Mündener Seite das Gleis bis kurz vor Oberscheden abgebaut. Die alte Bahntrasse ist mit ihren Dämmen, Einschnitten und Durchlässen im Gelände noch gut erkennbar. Vom ehemaligen Bahnhof Oberscheden kündet heute nur noch die nach Süden ortsauswärts führende Bahnhofstraße.

### Steinbruch und Mülldeponie
Zwischen den Ortschaften Scheden und Meensen liegt landschaftsprägend die Basalt-Kuppe des Steinbergs (Meensener bzw. Meenser Steinberg), dessen Steinbruch „viele Jahrhunderte den Einwohnern Arbeit und Brot“ gab, bis die Förderung 1967 aufgegeben wurde. Von 1972 bis Ende 1987 diente der ausgeräumte Basaltsteinbruch als Mülldeponie der Stadt Göttingen. Giftige Sickerwässer aus der Mülldeponie waren 1982 Gegenstand einer Kleinen Anfrage im Niedersächsischen Landtag. Nach Schließung der Deponie von 1987 war bis 2011 ein Kostenaufwand von 3 Millionen Euro nötig, um mit 170.000 Kubikmetern Boden, Kies und Sand den 58.000 Quadratmeter großen Deponiekörper abzudecken und zu bepflanzen.

### Sonstiges
Es existiert eine Arztpraxis für Allgemeinmedizin, Betriebsmedizin, Kinderheilkunde und  Rettungsmedizin.

## Persönlichkeiten

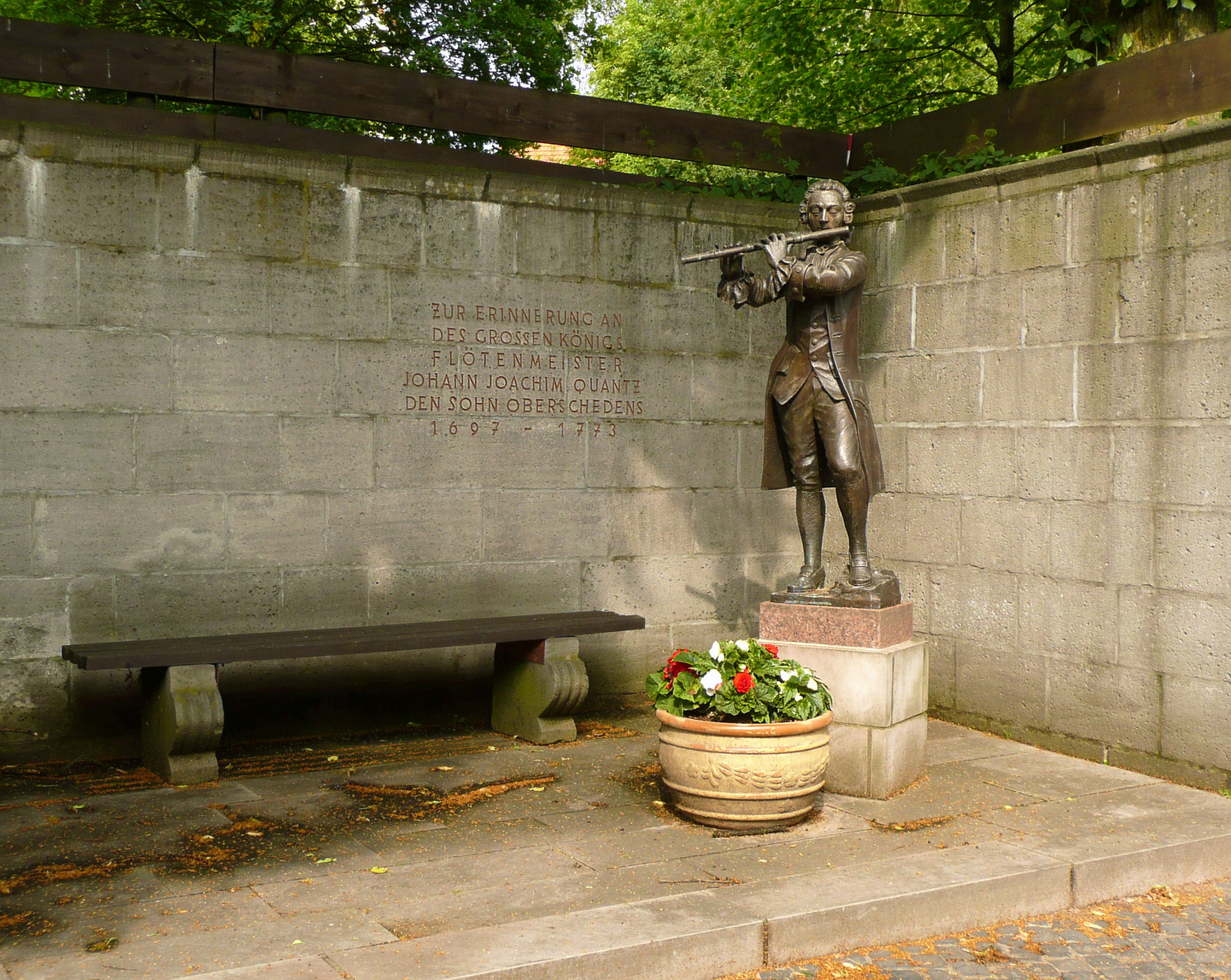
Johann-Joachim-Quantz-Denkmal in Scheden

- Johann Joachim Quantz wurde 1697 in Scheden geboren und war Musiker, Komponist sowie Flötenlehrer Friedrichs des Großen.
- Der Göttinger Senator Justus Christoph Grünewald wurde 1764 in Niederscheden geboren. Auf seine Initiative hin wurde am 22. Juni 1801 die „Spar- und Leih-Casse“ in Göttingen als erste kommunale Sparkasse Deutschlands gegründet.
- Otto Feick baute im Niederschedener Zieh- und Stanzwerk in den Jahren 1925 bis 1926 das erste Rhönrad der Welt.
- Theodor Krohne wurde 1846 in Dankelshausen geboren. Er wurde Stadtverordnetenvorsteher und Ehrenbürger von Königsberg i. Pr.